# Dichrophleps nielsoni
Dichrophleps nielsoni är en insektsart som beskrevs av Mejdalani et Emmrich 1998. Dichrophleps nielsoni ingår i släktet Dichrophleps och familjen dvärgstritar. Inga underarter finns listade i Catalogue of Life.